# Mala (Szwecja)
Mala – miejscowość (tätort) w Szwecji, w regionie administracyjnym (län) Skania, w gminie Hässleholm.
Według danych Szwedzkiego Urzędu Statystycznego liczba ludności wyniosła: 230 (31 grudnia 2015), 223 (31 grudnia 2018) i 225 (31 grudnia 2019).